# هواپیمایی پیام
شرکت خدمات هواپیمایی پیام یک هواپیمایی باری ایرانی با کد یاتا 2F است که در تاریخ ۱۳۷۵ تأسیس شده‌است.
دفتر مرکزی هواپیمایی پیام در تهران، ایران واقع شده‌است و قطب این شرکت هواپیمایی در فرودگاه پیام قرار دارد.

## تاریخچه
شرکت خدمات هوایی پیام به دنبال توافق بین شرکت مخابرات ایران و شرکت پست جمهوری اسلامی ایران جهت تسهیل در ارائه خدمات پستی و مخابراتی شکل می‌گیرد. تاریخچه فرودگاه پیام به اواخر دهه شصت برمی‌گردد. از سال ۱۳۶۹تحت عنوان مرکز خدمات هوایی جهت ارائه خدمات هوایی، حمل ونقل، توزیع بار، کالاهای پستی و ارائه خدمات هلیکوپتری به نقاط صعب العبور در شرایط جوی متفاوت و پشتیبانی از عملیات توسعه و تأیید و تجهیز و نگهداری مراکز، دستگاه‌ها و امکانات مخابراتی و پستی کشور فعالیت خود را شروع نمود.
با توجه به موقعیت و جایگاه شرکت و همجواری آن با تهران بنا به مصوب تیرماه ۱۳۸۲ هیئت دولت ۳۶۰۰ هکتار از اراضی فرودگاه پیام، به‌عنوان منطقه ویژه اقتصادی تعیین گردیده و با توجه به وظایف مندرج در اساس‌نامه و پتانسیل قانون منطقه ویژه و امکانات موجود، فعالیت‌های شرکت در چهار زمینه خدمات فرودگاه، ایرلاین پیام، منطقه ویژه اقتصادی و هاب پستی تقسیم‌بندی می‌گردد.

## ماموریت‌های منطقه ویژه اقتصادی پیام
در سال ۱۳۹۰ علاوه بر ماموریت‌هایی که به شرکت واگذار شده بود استقرار صنایع سبز و پردازش واردات و صادرات در منطقه ویژه اقتصادی پیام مطرح و به وظایف قبلی اضافه می‌گردد.

## مساحت منطقه ویژه اقتصادی پیام
منطقه ویژه اقتصادی پیام در محدوده ای به وسعت ۳۶۰۰ هکتار در اراضی ۱۰هزار هکتاری فرودگاه بین‌المللی پیام واقع در استان البرز تأسیس گردیده‌است.

## هدف از راه‌اندازی پیام
هدف از تأسیس این منطقه ویژه اقتصادی، حمل و نقل بار هوایی و پستی، فرآوری کالا، انبارداری، خدمات سردخانه‌ای، صنایع ICT و صادرات است.

## موقعیت ترانزیتی منطقهٔ ویژه اقتصادی پیام
فاصله اندک شرکت خدمات هوایی و منطقه ویژه اقتصادی پیام تا تهران، وجود شهرک‌های صنعتی متعدد در استان البرز، استان تهران، استان قزوین، و محل تلاقی ۱۳ استان شمال و شمال غربی موقعیت مناسبی در اختیار منطقه ویژه اقتصادی پیام در جهت صادرات و واردات کالا قرار داده‌است.
هم‌اکنون از فرودگاه و منطقه ویژه آن برای اهدافی همچون ترانزیت باربری، فناوری اطلاعات و ارتباطات، حمل و نقل تجاری و پست کالا در کار گسترش صنایع ICT کشور استفاده می‌شود.

## مزایای منطقه ویژه اقتصادی پیام
قرار گرفتن شرکت خدمات هوایی و منطقه ویژه اقتصادی پیام در مسیر راه‌آهن سراسری و احداث نخستین پایانه حمل ترکیبی سه وجهی جاده ای ریلی و هوایی منطقه پیام را از سایر مناطق ویژه اقتصادی برجسته‌تر نموده‌است.
نزدیکی شرکت خدمات هوایی و منطقه ویژه اقتصادی پیام به مراکز علمی و فناوری مستقر در استان تهران و البرز دلیل دیگری برای استقرار شرکت‌های دانش بنیان و ایجاد کریدور فاوا در این منطقه شده‌است.
وجود حدود ۲۵ میلیون نفر از جمعیت کشور در مجاورت شرکت خدمات هوایی و منطقه ویژه اقتصادی پیام از نظر جغرافیای انسانی نیز پیام را از سایر مناطق کشور برجسته نموده‌است علاوه بر این حضور و وجود نیروی انسانی متخصص در استان‌های تهران و البرز در حوزه شرکت‌های دانش بیان و ICT مأموریت پیام را در رسیدن به اهدافی که برایش تعریف شده راحت تر نموده‌است.
منطقه ویژه اقتصادی پیام برای صادرات و واردات کالا تمام امکانات مورد نیاز را دارا است و در محدوده منطقه پلیس گذرنامه، اداره کل گمرک، پنجره واحد تجاری، اداره استاندارد و بانک از جمله دستگاه‌های ارائه خدمات در منطقه ویژه اقتصادی پیام است.
در حال حاضر یک منطقه ویژه اقتصادی ۲۰۰ هکتاری دیده شده‌است که طرح جامع آن مصوب سال ۱۳۸۰ می‌باشد بر اساس این طرج جامع سه فاز صنعتی داریم که فاز یک ۴۰ هکتار فاز دو ۵۶ هکتار و فاز سه ۱۸ هکتار مناطق مستقر در شرکت است.

## ماموریت‌های هوایی
ماموریت‌های اولیه فرودگاه پیام باربری بوده، که به تمام کشور و مناطق دنیا خدمات ارائه دهد که در مواقع اضطراری می‌تواند جایگزین فرودگاه مهرآباد و فرودگاه امام  خمینی شود علاوه بر این مرکز تعمیراتی هواپیما و بالگرد در پیام مستقر است
پیام به عنوان بزرگ‌ترین مرکز خدمات آموزشی هواپیمایی در کشور مطرح بوده و در حال حاضر حدود ۱۰ مدرسه خلبانی در پیام مستقر است و خدمات هوانوردی عمومی، پروازهای تفریحی و خدمات بالگرد در پیام ارائه می‌شود.
طول باند فرودگاه ۴۱۵۰ عرض باند ۶۰ متر و مقاومت باند pcm 75 است که جزء بهترین باندهای موجود در کشور است و توانایی پذیرش انواع هواپیماهای پهن پیکر را دارد.

## ناوگان هوایی
ناوگان هوایی پیام متشکل از هواپیماهای زیر است:
- ۵ هواپیمای امبرائر ئی‌ام‌بی ۱۱۰ باندیرانته

همچنین تا ژانویه ۲۰۰۵ از ناوگان زیر استفاده می‌کرد:
- ۲ هواپیمای ایلیوشین ایل-۷۶

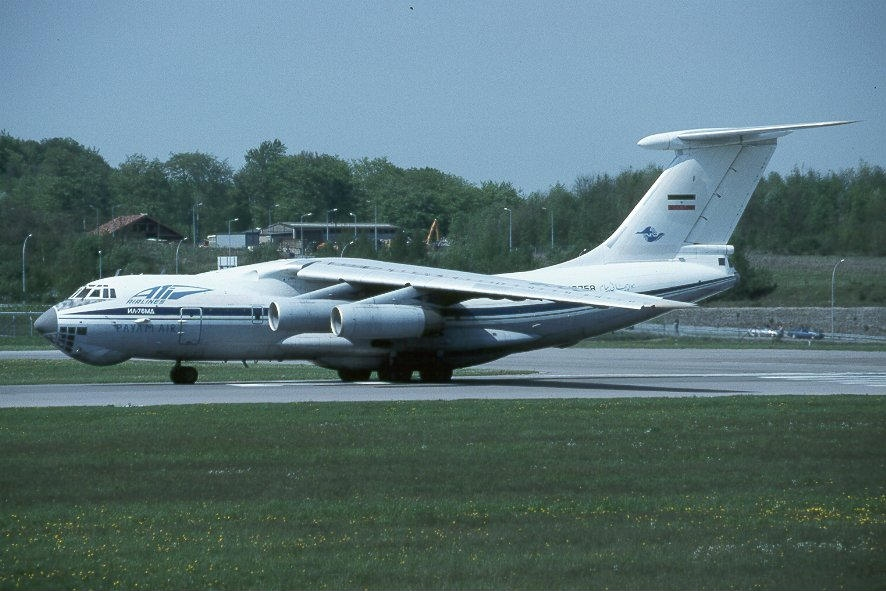
Ilyushin Il-76MD, Payam Air AN0018172
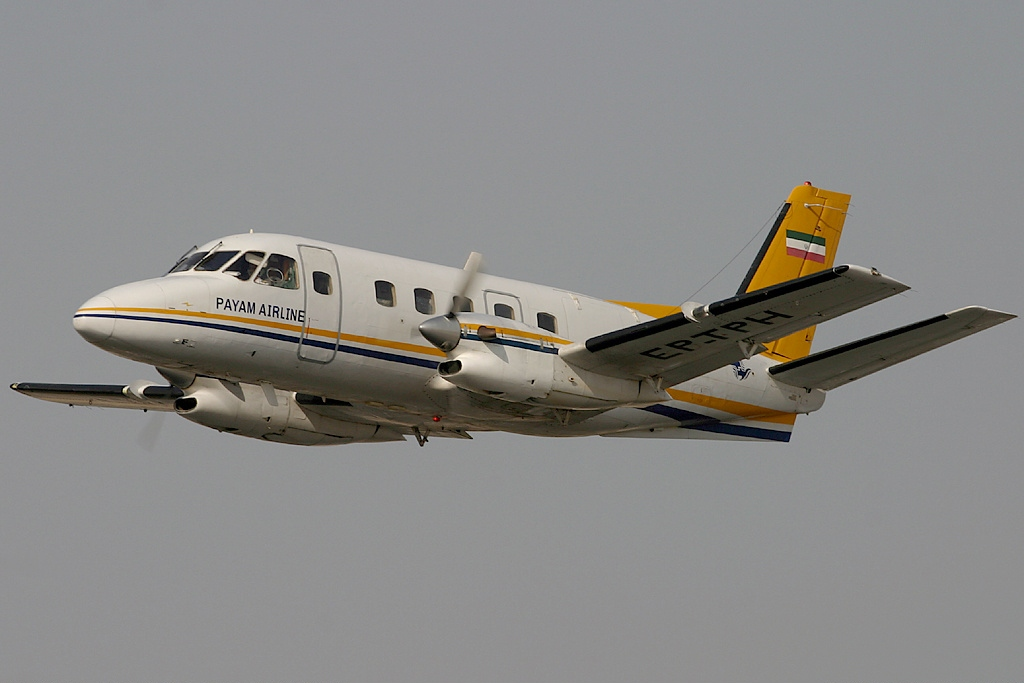
Embraer EMB-110P1A Bandeirante, Payam Air AN0928044